# Topadesa flammans
Topadesa flammans är en fjärilsart som beskrevs av George Francis Hampson 1912. Topadesa flammans ingår i släktet Topadesa och familjen trågspinnare. Inga underarter finns listade i Catalogue of Life.